# Church's Chicken
Ne pas confondre avec Chicken church, surnom donné à Gereja Ayam en Indonésie.
Church's Chicken est une chaîne de restauration rapide américaine fondée en 1952.
Elle est implantée dans 30 États des États-Unis et 16 autres pays avec 1600 restaurants.